# Fikayo Tomori
Oluwafikayomi Oluwadamilola "Fikayo" Tomori (Calgary, 22 september 1997) is een Canadees-Engels voetballer die doorgaans als verdediger speelt. Hij verruilde Chelsea in juli 2021 voor AC Milan, dat hem het voorgaande halfjaar al huurde. Tomori debuteerde in 2019 in het Engels voetbalelftal.

## Carrière
Tomori werd in 2005 opgenomen in de jeugdopleiding van Chelsea. Hiervoor maakte hij op 15 mei 2016 zijn officiële debuut in de Premier League, thuis tegen Leicester City. Hij mocht toen van trainer Guus Hiddink na 60 minuten invallen voor Branislav Ivanović. Het werd die dag 1–1. In januari 2017 werd hij verhuurd aan Brighton & Hove Albion, waarmee hij naar de Premier League promoveerde.

## Clubstatistieken
| Seizoen     | Club                     | Competitie     | Competitie | Competitie | Beker | Beker | Internationaal | Internationaal | Totaal | Totaal |
| Seizoen     | Club                     | Competitie     | Wed.       | Dlp.       | Wed.  | Dlp.  | Wed.           | Dlp.           | Wed.   | Dlp.   |
| ----------- | ------------------------ | -------------- | ---------- | ---------- | ----- | ----- | -------------- | -------------- | ------ | ------ |
| 2015/16     | Chelsea FC               | Premier League | 1          | 0          | 0     | 0     | 0              | 0              | 1      | 0      |
| 2016/17     | Chelsea FC               | Premier League | 0          | 0          | 0     | 0     | —              | —              | 0      | 0      |
| Club Totaal | Club Totaal              | Club Totaal    | 1          | 0          | 0     | 0     | 0              | 0              | 1      | 0      |
| 2016/17     | → Brighton & Hove Albion | Championship   | 9          | 0          | 1     | 0     | —              | —              | 10     | 0      |
| Club Totaal | Club Totaal              | Club Totaal    | 9          | 0          | 1     | 0     | 0              | 0              | 10     | 0      |
| 2017/18     | → Hull City              | Championship   | 25         | 0          | 1     | 0     | —              | —              | 26     | 0      |
| Club Totaal | Club Totaal              | Club Totaal    | 25         | 0          | 1     | 0     | 0              | 0              | 26     | 0      |
| 2018/19     | → Derby County           | Championship   | 47         | 1          | 8     | 1     | —              | —              | 55     | 2      |
| Club Totaal | Club Totaal              | Club Totaal    | 47         | 1          | 8     | 1     | 0              | 0              | 55     | 2      |
| 2019/20     | Chelsea FC               | Premier League | 15         | 1          | 2     | 1     | 5              | 0              | 22     | 2      |
| 2020/21     | Chelsea FC               | Premier League | 1          | 0          | 3     | 0     | 0              | 0              | 4      | 0      |
| Club Totaal | Club Totaal              | Club Totaal    | 17         | 1          | 5     | 1     | 5              | 0              | 27     | 2      |
| 2020/21     | → AC Milan               | Serie A        | 17         | 1          | 1     | 0     | 4              | 0              | 22     | 1      |
| 2021/22     | AC Milan                 | Serie A        | 12         | 0          | 0     | 0     | 4              | 0              | 16     | 0      |
| Club Totaal | Club Totaal              | Club Totaal    | 29         | 1          | 1     | 0     | 8              | 0              | 38     | 1      |
| TOTAAL      | TOTAAL                   | TOTAAL         | 127        | 3          | 16    | 2     | 13             | 0              | 156    | 5      |

## Interlandcarrière
Tomori debuteerde op 17 november 2019 in het Engels voetbalelftal. Bondscoach Gareth Southgate liet hem die dag inde 84e minuut invallen voor Trent Alexander-Arnold in een met 0–4 gewonnen kwalificatiewedstrijd voor het EK 2020 uit bij Kosovo.

## Erelijst
| Kampioen Serie A | 1x | 2021/22 |

| Competitie         | Winnaar      | Winnaar      | Runner-up    | Runner-up    | Derde        | Derde        |
| Competitie         | Aantal       | Jaren        | Aantal       | Jaren        | Aantal       | Jaren        |
| Engeland –20       | Engeland –20 | Engeland –20 | Engeland –20 | Engeland –20 | Engeland –20 | Engeland –20 |
| ------------------ | ------------ | ------------ | ------------ | ------------ | ------------ | ------------ |
| Wereldkampioen –20 | 1x           | 2017         |              |              |              |              |

2 Calabria  ·
4 Bennacer ·
7 Giménez ·
8 Loftus-Cheek ·
9 Jović ·
10 Leão ·
11 Pulisic ·
14 Reijnders ·
16 Maignan ·
17 Okafor ·
18 Zeroli ·
19 Hernández ·
20 Jiménez ·
21 Chukwueze ·
22 Emerson ·
23 Tomori ·
24 Florenzi ·
28 Thiaw ·
29 Fofana ·
31 Pavlović ·
42 Terracciano ·
46 Gabbia ·
57 Sportiello ·
80 Musah ·
90 Abraham ·
96 Torriani ·
Coach: Fonseca
· Assistent-coach: Ferreira